# Ergersheim
Ergersheim er en kommune i den mittelfrankiske Landkreis Neustadt an der Aisch-Bad Windsheim i den tyske delstat Bayern. Den er en del af Verwaltungsgemeinschaft Uffenheim.

## Geografi
Nabokommuner er (med uret, fra nord): Markt Nordheim, Bad Windsheim, Burgbernheim, Gallmersgarten og Uffenheim.

### Inddeling
I kommunen ligger ud over Ergersheim, landsbyerne:
- Ermetzhofen
- Kellermühle
- Neuherberg
- Obermühle
- Seenheim

## Historie
Kommunen nævnes første gang 25. december 822 i et dokument fra kejser Ludvig den Fromme.

## Erhvervsliv
Ergersheim ligger i et frankisk vindistrikt, der ligger ved den Mittelfrankiske Bocksbeutelstraße. På "Ergersheimer Altenberg" bliver på et areal af ca. 15 ha avlet 11 forskellige druesorter, både røde og hvide sorter.
Hvert år i den tredje weekend i juni er der vinfest i byen.